# 대니얼 웨버
대니얼 웨버(Daniel Webber, 1988년 6월 28일 ~ )는 오스트레일리아의 배우이다.

## 출연 작품
- 《더 콤비네이션》
- 《슬리핑 뷰티》- 스파이 삽 어시슽턴트 역
- 《스파인》
- 《텀버》
- 《댄저 클로즈: 롱탄 대전투》- 폴 라지 역
- 《프리즌 이스케이프》 - 스티븐 역
- 《퓨리오사: 매드맥스 사가》 - 워 보이 역